# Joe Foss
Joseph Jacob "Joe" Foss (Sioux Falls, 17 de abril de 1915 – Scottsdale, 1º de janeiro de 2003) foi um ás da aviação e brigadeiro-general do Corpo de Fuzileiros Navais dos Estados Unidos, tendo ganho uma Medalha de Honra por ter abatido mais de 26 aeronaves japonesas na Segunda Guerra Mundial.

## Política
No ano de 1955, Joe Foss foi eleito governador da Dakota do Sul, nos Estados Unidos, pelo partido republicano. No ano de 1958, tentou, sem sucesso, uma vaga na Câmara dos Representantes dos Estados Unidos. Deixou o cargo em 1959, quando seu mandato expirou.

## Futebol Americano
Após o fim do seu mandato, em 1959, Joe Foss se tornou o comissário da recentemente criada American Football League e deixou o cargo em 1966, dois meses antes da NFL se unir a AFL, porém continuou apresentando, até o 1967, o American Football League, um programa de televisão da ABC.